# Peter Arne
Peter Arne, geboren als Peter Randolph Michael Albrecht (* 29. September 1920 in Kuala Lumpur, Malaya, Britisches Kolonialreich; † 1. August 1983 in London-Knightsbridge, Vereinigtes Königreich), war ein britischer Schauspieler bei Bühne, Film und Fernsehen.

## Leben
Der Sohn einer Schweizerin und eine Amerikaners sammelte erste Theatererfahrungen während des Zweiten Weltkriegs an Repertoirebühnen in der britischen Provinz. Im Lauf der frühen 1950er Jahre schien sich allmählich eine moderate Karriere abzuzeichnen. 1953 wurde sein Stück No Stranger erstaufgeführt, und wenig später erhielt der 35-jährige Schauspieler auch Rollen vom heimischen Film angeboten.
Arne spielte mehrfach undurchsichtige Typen: Piraten und Chinesen, Scheichs und Abenteurer, aber auch jede Menge schräge Vögel und Ganoven sowie, dank seiner deutschsprachigen Herkunft, auch mehrfach deutsche Offiziere der Wehrmacht. Man sah ihn aber auch als britischen Soldaten wie etwa in Himmelfahrtskommando oder Eiskalt in Alexandrien; in dem groß angelegten Kolonialstreifen Khartoum spielte er den Major Kitchener an der Seite von Charlton Heston und Laurence Olivier. In etwa zeitgleich war Arne überdies Gast in mehreren Folgen diverser populärer TV-Krimiserien wie Simon Templar, Der Baron, Mit Schirm, Charme und Melone und Geheimauftrag für John Drake.
Peter Arne kam am 1. August 1983 durch ein Gewaltverbrechen ums Leben: er wurde in seiner Wohnung erschlagen. Als Tatverdächtiger wurde ein obdachloser, in einem Park lebender, italienischer Lehrer ausgemacht, den Arne zuvor mehrfach mit Nahrungsmitteln versorgt hatte.

## Filmografie
- 1944: For Those in Peril
- 1953: Endstation Harem (You Know What Sailors Are)
- 1954: Flammen über Fern-Ost (The Purple Plain)
- 1954: Robin Hood, der rote Rächer (The Men of Sherwood Forest)
- 1955: Himmelfahrtskommando (The Cockleshell Heroes)
- 1955: Sieben Sekunden zu spät (Time Slip)
- 1956: Schau nicht zurück (High Tide at Noon)
- 1957: Tarzan und die verschollene Safari (Tarzan and the Lost Safari)
- 1958: Eiskalt in Alexandrien (Ice Cold in Alex)
- 1958: Der Rächer im lila Mantel (The Moonraker)
- 1958: Duell mit dem Tod (Intent to Kill)
- 1958: Verrat im Camp 127 (Danger Within)
- 1959: Verschwörung der Herzen (Conspiracy of Hearts)
- 1959: Scent of Mystery
- 1960: A Story of David
- 1960: Der rote Herzog (The Hellfire Club)
- 1960: Sands of the Desert
- 1961: Das Geheimnis von Monte Christo (The Treasure of Monte Cristo)
- 1961: Die Piraten am Todesfluß (The Pirates of Blood River)
- 1961–1966: Mit Schirm, Charme und Melone (The Avengers; Fernsehserie, 1 Folge)
- 1962: Die Sieger (The Victors)
- 1963: Alibi des Todes (Girl in the Headlines)
- 1964: Das Grauen auf Black Torment (The Black Torment)
- 1964: Simon Templar (Fernsehserie, 1 Folge)
- 1964–1965: Geheimauftrag für John Drake (Danger Man; Fernsehserie, 1 Folge)
- 1966: Der Baron (The Baron; Fernsehserie, 1 Folge)
- 1966: Khartoum
- 1966: The Sandwich Man
- 1967: Der Mann mit dem Koffer (Man in a Suitcase; Fernsehserie, 1 Folge)
- 1967: Battle Beneath the Earth
- 1968: Tschitti Tschitti Bäng Bäng (Chitty Chitty Bang Bang)
- 1969: Department S (Fernsehserie, 1 Folge) 2 Folgen
- 1969: Im Todesgriff der roten Maske (The Oblong Box)
- 1970: Das Mörderschiff (When Eight Bells Toll)
- 1971: Mord in der Rue Morgue (Murders in the Rue Morgue)
- 1971: Papst Johanna (Pope Joan)
- 1971: Wer Gewalt sät (Straw Dogs)
- 1972: Kein Pardon für Schutzengel (The Protectors; Fernsehserie, 1 Folge)
- 1972: Task Force Police (Softly Softly: Task Force; Fernsehserie, 1 Folge)
- 1972: Antonius und Cleopatra (Antony and Cleopatra)
- 1973: The Fox (Fernsehfilm)
- 1974: Der rosarote Panther kehrt zurück (The Return of the Pink Panther)
- 1977: Providence
- 1978: Das Geheimnis der Agatha Christie (Agatha)
- 1978: Der Paß des Todes (The Passage)
- 1981: Victor/Victoria
- 1981: Die kleine Welt des Don Camillo (The Little World of Don Camillo)
- 1982: Der rosarote Panther wird gejagt (Trail of the Pink Panther)
- 1982: Operation Tanger (Tangiers)
- 1983: Der Fluch des rosaroten Panthers (Curse of the Pink Panther)
- 1983: Hart aber herzlich (Hart to Hart; Fernsehserie, Folge London im Frühling)
- 1983: Palast der Winde (The Far Pavilions) (Fernsehmehrteiler)